# 太平兴国
太平兴国（976年十二月—984年十一月）是北宋君主宋太宗趙光義的一個年號，共計9年。吳越忠懿王钱俶亦用该年号纪年（976年十二月—978年五月）。

## 改元
- 開寶九年——十月十日，宋太祖去世，宋太宗趙炅繼位。十二月二十二日，宋太宗有詔改是歲為太平興國元年。[3][4]
- 太平興國九年——十一月二十一日，有詔改元雍熙。[5][6][7]

## 紀年對照表
| 太平兴国 | 元年  | 二年  | 三年  | 四年  | 五年  | 六年  | 七年  | 八年  | 九年  |
| -------- | ----- | ----- | ----- | ----- | ----- | ----- | ----- | ----- | ----- |
| 公元     | 976年 | 977年 | 978年 | 979年 | 980年 | 981年 | 982年 | 983年 | 984年 |
| 干支     | 丙子  | 丁丑  | 戊寅  | 己卯  | 庚辰  | 辛巳  | 壬午  | 癸未  | 甲申  |

## 大事记
- 開寶九年十二月甲寅（977年1月14日），定年号为太平兴国。[8]
- 公元976年，趙光義规定私自与海外诸国贸易者，满一百钱以上判罪论处，十五贯以上就在脸上刺字发配流放到海岛。[9]
- 公元977年（太平兴国二年），宋太宗趙光義改名趙炅[10]。
- 公元978年（太平兴国三年），平海军和吴越先后向北宋纳土投降。
- 《太平御覽》《太平廣記》《太平寰宇記》完成。

## 逝世
- 太平兴国三年七夕，南唐后主李煜。

## 同期存在的其他政权年号
- 中國
  - 广运（974年－979年）：北汉—刘继元之年号
  - 保寧（969年－979年）：遼—遼景宗耶律賢之年號
  - 乾亨（979年－983年）：遼—遼景宗耶律賢、契丹—遼聖宗耶律隆绪之年號
  - 统和（983年－1012年）：契丹—遼聖宗耶律隆绪之年號
  - 明政（969年－985年）：大理—段素順之年號
  - 元興（976年－？）：定安国—乌元明之年號
  - 天尊（967年－977年）：闐—尉遲蘇拉之年號
  - 中興（978年－985年）：于闐—尉遲達磨之年號
- 越南
  - 太平（970年－980年）：丁朝—丁部領之年号
  - 天福（980年－988年）：前黎朝—黎桓之年号
- 日本
  - 貞元（976年－978年）：圓融天皇之年号
  - 天元（978年－983年）：圓融天皇之年号
  - 永觀（983年－985年）：圓融天皇之年号

## 深入閱讀
- 李崇智. . 北京: 中華書局. 2004年12月. ISBN 7101025129.
- 鄧洪波. . 臺北: 國立臺灣大學東亞經典與文化研究計劃. 2005年3月  [2021-11-15]. ISBN 9789860005189. （原始内容 (pdf)存档于2007-08-25）.

| 前一年號： 开宝 | 北宋年号 976年－984年 | 下一年號： 雍熙 |

| 前一年號： 开宝 | 吳越年号 976年－978年 | 下一年號： -- |